# Callitrichia silvatica
Callitrichia silvatica är en spindelart som beskrevs av Holm 1962. Callitrichia silvatica ingår i släktet Callitrichia och familjen täckvävarspindlar. Inga underarter finns listade.